# 梁思达
梁思达（1912年12月16日—2001年），梁启超之四子，生母是通房丫鬟王来喜（后改名王桂荃）。1935年毕业于南开大学经济系，并考南开大学经济研究所首届硕士，硕士毕业论文为《河北省信用合作》，曾著有《中国经济史》。他长期从事经济学研究，抗战期间曾在重庆中国银行总管理处和中国银行长沙支行任职，1949年调北京国务院外资企业局（后改为中央工商行政管理局）秘书处，后在调研处任统计科科长，兼做内部资料的编辑工作。他曾经参加中国科学院经济所《中国近代经济史》的编写工作，并于1965年主编了《旧中国机制面粉工业统计资料》一书。
他1972年退休，退休后一直住在北京。 
妻子俞雪臻。長女梁憶冰、次女梁任又，兒子梁任堪。